# القانون الدولي لحقوق الإنسان
يعد القانون الدولي لحقوق الإنسان مجموعة من القوانين الدولية التي تهدف إلى تعزيز حقوق الإنسان على المستويات الاجتماعية والإقليمية والمحلية. يتكون القانون الدولي لحقوق الإنسان، بشكل أساسي، من مجموعة من المعاهدات والاتفاقيات التي وقعت عليها دول ذات سيادة، وأصبح لها أثر قانوني ملزم على الأطراف التي وافقت عليها، إضافة للقانون الدولي العرفي. تساهم وثائق حقوق الإنسان الدولية، مع أنها غير ملزمة قانونيًا، في تنفيذ وشرح وتطوير القانون الدولي لحقوق الإنسان. اعترف بالعديد من الوثائق الدولية الأخرى الخاصة بحقوق الإنسان بصفتها مصدرًا للالتزام السياسي.
تعد العلاقة بين القانون الدولي لحقوق الإنسان والقانون الدولي الإنساني موضع نزاع بين الباحثين المختصين بالقانون الدولي. إذ يرى الباحثون، من أتباع النظرية التعددية، أن القانون الدولي لحقوق الإنسان يختلف عن القانون الدولي الإنساني، بينما يعتبر مؤيدو النهج الدستوري القانون الدولي الإنساني فرعًا من القانون الدولي لحقوق الإنسان. باختصار، يؤكد أولئك الذين يفضلون الأنظمة المستقلة القائمة بذاتها على الاختلاف في قابلية تطبيق القانونين؛ فلا يمكن للقانون الدولي الإنساني، حسب وجهة نظهرهم، أن يُطبق إلّا في حالات النزاع المسلح.
ترى إحدى وجهات النظر الأخرى، التي تعد أكثر منهجية، أن القانون الدولي الإنساني يمثل إحدى وظائف القانون الدولي لحقوق الإنسان؛ إذ يتضمن القواعد العامة التي تنطبق على الجميع وفي كل الأوقات، بالإضافة إلى القواعد المتخصصة التي تنطبق فقط في حالات معينة كالنزاع المسلح بين الدولة والاحتلال العسكري (القانون الدولي الإنساني)، أو على مجموعة من الناس بما في ذلك اللاجئين (كاتفاقية اللاجئين لعام 1951)، والأطفال (اتفاقية حقوق الطفل)، وأسرى الحرب (اتفاقية جنيف الثالثة لعام 1949).

## منظومة الأمم المتحدة

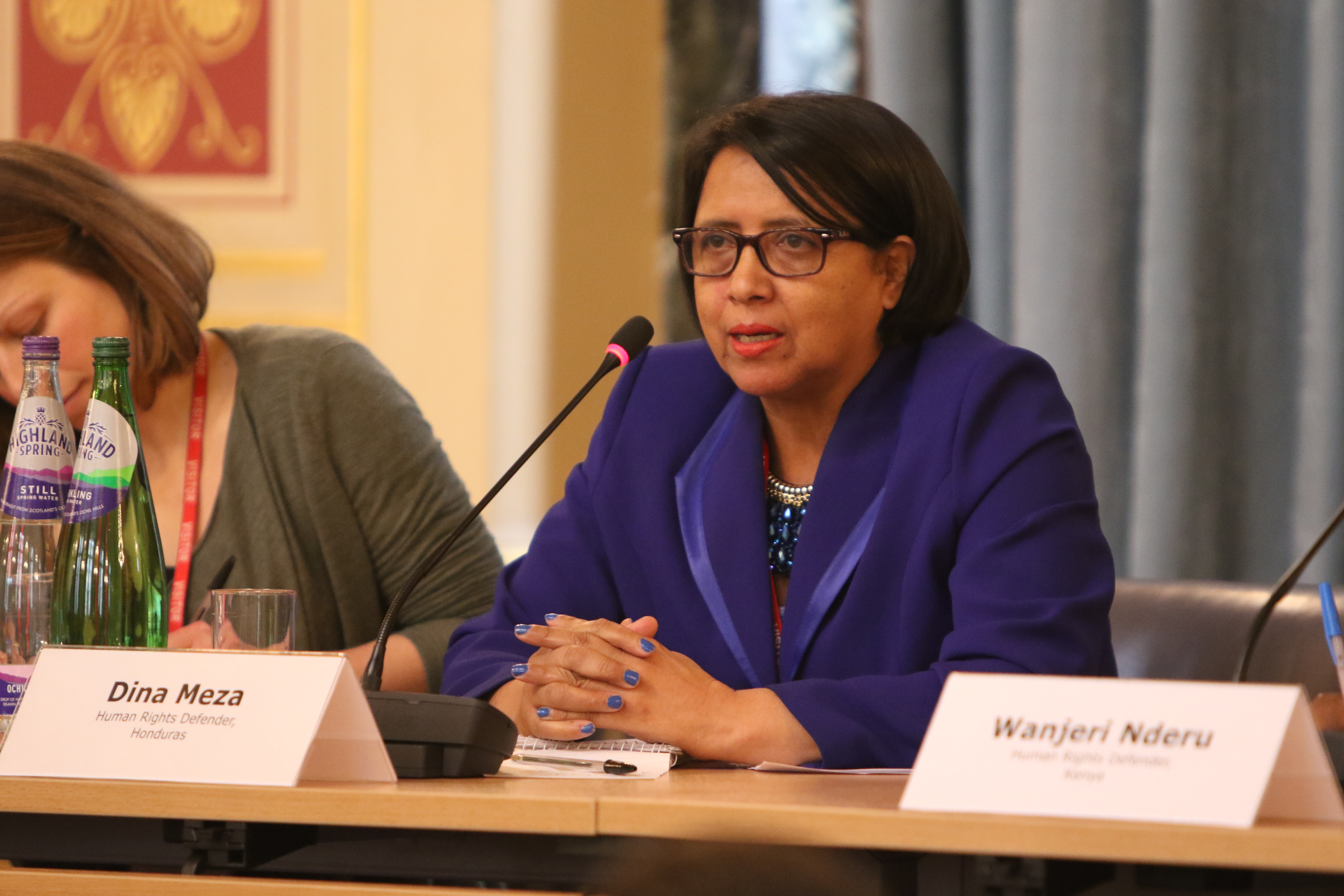
اليوم العالمي لحقوق الإنسان 2018

اعتمدت الجمعية العامة للأمم المتحدة إعلان وبرنامج عمل فيينا لحقوق الإنسان في عام 1993، والتي أُسست بمقتضاها مفوضية الأمم المتحدة السامية لحقوق الإنسان. في عام 2006، استبدلت لجنة الأمم المتحدة لحقوق الإنسان بمجلس حقوق الإنسان التابع للأمم المتحدة من أجل إنفاذ القانون الدولي لحقوق الإنسان. كان من المتوقع أن تسهم التغيرات الجديدة، التي شملت شرط مراجعة قضايا حقوق الإنسان كل 4 سنوات، بجعل المنظمة أكثر تنظيمًا. يستهدف الهدف رقم 10 من أهداف التنمية المستدامة أيضًا تعزيز التشريعات والسياسات الرامية إلى الحد من انتشار ظاهرة عدم المساواة.

## الشرعية الدولية لحقوق الإنسان

### الإعلان العالمي لحقوق الإنسان
الإعلان العالمي لحقوق الإنسان هو إعلان صادر عن الجمعية العامة للأمم المتحدة، يتكون من 30 مادة قانونية متعلقة بحقوق الإنسان، الهدف الأساسي منه هو حماية حقوق كل شخص في كل مكان بعيداً عن أي شكل من أشكال التمييز، ولكنه لا يشكل من الناحية الشكلية قانونًا دوليًا ملزمًا لحقوق الإنسان. يستشهد العديد من علماء القانون بالإعلان العالمي لحقوق الإنسان بصفته دليلًا على القانون الدولي العرفي.  
وبصورة أعم، أصبح الإعلان العالمي لحقوق الإنسان مرجعًا موثوقًا لحقوق الإنسان، وشكّل الأساس لمواثيق حقوق الإنسان الدولية التي ظهرت لاحقًا، والتي تشكل قانونًا دوليًا موثوقًا به خاصًا بحقوق الإنسان لكنه غير ملزم.

## المعاهدات الدولية الخاصة بحقوق الإنسان
إلى جانب اعتماد ميثاقين واسعي النطاق يشكلًان جزءًا من الشرعة الدولية لحقوق الإنسان (العهد الدولي الخاص بالحقوق المدنية والسياسية، والعهد الدولي الخاص بالحقوق الاقتصادية والاجتماعية والثقافية) في عام 1966، اعتُمدت معاهدات أخرى على المستوى الدولي، تعرف بشكل عام باسم صكوك حقوق الإنسان، وفيما يلي بعضٌ من أهم هذه الصكوك:
- اتفاقية منع جريمة الإبادة الجماعية ومعاقبة مرتكبيها (اعتمدت في عام 1948، ودخلت حيز التنفيذ في عام 1951).
- الاتفاقية الخاصة بوضع اللاجئين (المعتمدة في عام 1951، ودخلت حيز التنفيذ في عام 1954).
- اتفاقية القضاء على جميع أشكال التمييز العنصري (اعتمدت في عام 1965، ودخلت حيز التنفيذ في عام 1969).[6]
- اتفاقية القضاء على جميع أشكال التمييز ضد المرأة (دخلت حيز التنفيذ في عام 1981).[7]
- اتفاقية الأمم المتحدة لمناهضة التعذيب (اعتمدت في عام 1984، ودخلت حيز التنفيذ في عام 1987).[8]
- اتفاقية حقوق الطفل (اعتمدت في عام 1989، ودخلت حيز التنفيذ في عام 1990).[9]
- الاتفاقية الدولية لحماية حقوق جميع العمال المهاجرين وأفراد أسرهم (اعتمدت في عام 1990، ودخلت حيز التنفيذ في عام 2003).
- اتفاقية حقوق الأشخاص ذوي الإعاقة (دخلت حيز التنفيذ في 3 مايو 2008).[10]
- الاتفاقية الدولية لحماية جميع الأشخاص من الاختفاء القسري (اعتمدت في عام 2006، ودخلت حيز التنفيذ في عام 2010).

## الحماية الإقليمية والمؤسسات
تكمل النظم الإقليمية للقانون الدولي لحقوق الإنسان القانون الوطني والدولي لحقوق الإنسان من خلال حماية حقوق الإنسان في مناطق محددة من العالم وتعزيزها. ثمة ثلاثة صكوك إقليمية مرتبطة بحقوق الإنسان وضعت قانونًا لحقوق الإنسان على أساس إقليمي:
- الميثاق الأفريقي لحقوق الإنسان والشعوب في القارة أفريقية (اعتمد في عام 1981، ودخل حيز التنفيذ في عام 1986).
- الاتفاقية الأمريكية لحقوق الإنسان (ميثاق سان خوسيه) في الأمريكيتين، (اعتمدت في عام 1969، ودخلت حيز التنفيذ ي عام 1978).
- الاتفاقية الأوروبية لحقوق الإنسان للقارة الأوروبية، (اعتمدت عام 1950، ودخلت حيز التنفيذ عام 1953).

### الأمريكيتان وأوروبا
اعتمدت منظمة الدول الأمريكية ومجلس أوروبا، كما فعلت الأمم المتحدة، معاهدات تحوي فهارس للحقوق الاقتصادية والاجتماعية والثقافية (إلا أن آليات تنفيذها تعد أضعف من مثيلاتها في الأمم المتحدة)، بالإضافة إلى الاتفاقيات التي تتناول الحقوق المدنية والسياسية:
- الميثاق الاجتماعي الأوروبي لعام 1961، الذي دخل حيز التنفيذ عام 1965 (ودخلت آلية تقديم الشكاوي الخاصة به، التي اعتمدت في عام 1995 بموجب بروتوكول إضافي، حيز التنفيذ في عام 1998).
- بروتوكول سان سلفادور الملحق بالاتفاقية الأمريكية لحقوق الإنسان لعام 1988، الذي دخل حيز التنفيذ عام 1999.

### أفريقيا
الاتحاد الأفريقي، هو اتحاد فوق وطني يتكون من 55 دولة أفريقية تأسس في عام 2001 بهدف المساعدة في تأمين الديموقراطية وحقوق الإنسان والاقتصاد المستدام في القارة الأفريقية، خصوصًا من خلال إنهاء الصراع بين البلدان الأفريقية وخلق سوق مشتركة فاعلة ومنتجة.
يعد الميثاق الأفريقي لحقوق الإنسان والشعوب أداة حقوق الإنسان الرئيسية في المنطقة ظهرت تحت رعاية منظمة الوحدة الأفريقية (التي كانت تحل محل الاتحاد الأفريقي). أُعلن عن النية لصياغة الميثاق الأفريقي لحقوق الإنسان والشعوب في عام 1979. وافقت منظمة الوحدة الأفريقية على الميثاق بالإجماع عام 1981.
عملًا بالمادة 63 من الميثاق (يبدأ سريان هذا الميثاق بعد مرور ثلاثة أشهر من تاريخ استلام الأمين العام لمنظمة الوحدة الإفريقية وثائق تصديق أو انضمام الأغلبية المطلقة للدول الأعضاء في منظمة الوحدة الإفريقية (، دخل الميثاق الأفريقي لحقوق الإنسان والشعوب حيز التنفيذ في 21 أكتوبر 1986. تخليدًا لهذه الذكرى، أطلق على يوم 21 أكتوبر اسم «اليوم الأفريقي لحقوق الإنسان».